# Claudia Weber (Historikerin)
Claudia Weber (* 1969 in Guben) ist eine deutsche Historikerin. Seit 2014 lehrt sie als Professorin für Europäische Zeitgeschichte an der Europa-Universität Viadrina.

## Leben
Nach einem Lehramtsstudium an der Pädagogischen Hochschule Leipzig von 1987 bis 1991, das sie mit dem Ersten Staatsexamen für das Lehramt an Mittelschulen abschloss, studierte Weber bis 1996 Südslavistik, Politikwissenschaften und Osteuropawissenschaften an der Universität Leipzig mit dem Abschluss eines Magister artium. Am Contemporary History Institute der Ohio University in Athens erwarb sie 1998 den Master of Arts. Nach Forschungsaufenthalten in Bulgarien wurde Weber 2003 an der Universität Leipzig mit einer Studie zur Denkmalssymbolik und nationalen Erinnerungskultur in Bulgarien von 1878–1944 promoviert. Von 2003 bis 2007 war sie wissenschaftliche Assistentin am Historischen Seminar der Universität Leipzig. Anschließend arbeitete sie bis 2014 als wissenschaftliche Mitarbeiterin am Hamburger Institut für Sozialforschung.
Seit Dezember 2014 ist Weber Professorin für Europäische Zeitgeschichte an der Europa-Universität Viadrina in Frankfurt an der Oder, wo sie das Projekt Zeitlandschaften. Transnationale Vergangenheitsdiskurse und Zukunftsentwürfe am Ende des Kalten Krieges leitet und seit September 2015 Vizepräsidentin für Forschung und wissenschaftlichen Nachwuchs ist. Webers Forschungsschwerpunkte sind unter anderen die Gewalt- und Diktaturengeschichte des 20. Jahrhunderts, die Kulturgeschichte des Kalten Krieges sowie die vergleichende Imperiengeschichte. Im Jahr 2019 veröffentlichte sie eine Darstellung über den Hitler-Stalin-Pakt.
Weber schreibt und rezensiert in den Fachzeitschriften Jahrbücher für Geschichte Osteuropas, Neue Politische Literatur (NPL), Bayerisches Jahrbuch für Volkskunde sowie dem geschichtswissenschaftlichen Internetportal H-Soz-u-Kult und der britischen Literaturzeitschrift Times Literary Supplement. Seit 2023 ist sie Mitherausgeberin der Zeitschrift für Geschichtswissenschaft.

## Veröffentlichungen (Auswahl)
Monografien
- Auf der Suche nach der Nation. Erinnerungskultur in Bulgarien 1878–1944. Lit, Berlin/Münster 2006, ISBN 978-3-8258-7736-1 (Zugleich: Leipzig, Universität, Dissertation, 2003).
- Krieg der Täter. Die Massenerschießungen von Katyń. Hamburger Edition, Hamburg 2015, ISBN 978-3-86854-286-8.
- Der Pakt. Stalin, Hitler und die Geschichte einer mörderischen Allianz 1939–1941. Beck, München 2019, ISBN 978-3-406-73531-8.

Herausgeberschaften
- mit Bernd Greiner, Christian Th. Müller: Ökonomie im Kalten Krieg. Hamburger Edition, Hamburg 2010. Online-Ausgabe 2012. ISBN 978-3-86854-519-7.
- mit Bernd Greiner, Tim B. Müller: Macht und Geist im Kalten Krieg. Hamburger Edition, Hamburg 2011, ISBN 978-3-86854-237-0.

Aufsätze
- Wider besseres Wissen. Das Schweigen der Westalliierten zu Katyń. In: Osteuropa. Band 59, 2009, Nr. 7/8, S. 227–247.
- The Export of Terror – on the Impact of the Stalinist Culture of Terror on Soviet Foreign Policy during and after World War II. In: Journal of Genocide Research. Band 11, 2009, Nr. 2/3, S. 285–306.
- Verstörende Erinnerung. Der Stalinismus im Gedächtnis Europas. In: Jahrbuch für Historische Kommunismusforschung. Aufbau, Berlin 2012, S. 341–356.
- Die Massenerschießungen von Katyń in der Geschichte des Zweiten Weltkriegs und des Kalten Krieges. In: Anna Kaminsky (Hrsg.): Erinnerungsorte für die Opfer von Katyń. Leipziger Universitätsverlag, Leipzig 2013, S. 41–60.